# Renzo Ulivieri
Renzo Ulivieri (* 2. Februar 1941 in San Miniato) ist ein ehemaliger italienischer Fußballspieler, -trainer und Politiker.

## Werdegang

### Trainerkarriere
Ulivieri spielte in der Jugend der AC Florenz, schaffte jedoch den Durchbruch nicht und spielte parallel zum Studium der Sportwissenschaft beim Amateurklub UC Cuoiopelli. Dort war er nach Abschluss des Studiums ab 1967 als Trainer tätig. Nach mehreren Trainerstationen im unterklassigen Bereich kehrte er 1976 als Jugendtrainer zur AC Florenz zurück. Über Ternana Calcio und Lanerossi Vicenza, die er in der Serie B trainierte, kam er 1980 bei der AC Perugia zu seinem ersten Serie-A-Engagement. In der Folge war er für verschiedene Mannschaften in den höchsten beiden italienischen Spielklassen tätig. 
Ulivieri war als Trainer von Cagliari Calcio in den als Totonero 1986 bekannten Bestechungsskandal im italienischen Fußball verwickelt, nach dessen Aufdeckung er 1986 mit einem dreijährigen Berufsverbot belegt wurde. Beim Serie-C1-Klub FC Modena fand er anschließend eine erste erneute Anstellung als Trainer und stieg mit der Mannschaft als Drittligameister direkt in die Serie B auf. Zwischenzeitlich zu Lanerossi Vicenza zurückgekehrt, stieg er mit dem Klub 1993 ebenfalls in die Serie B auf. 1994 übernahm er den Drittligisten FC Bologna, mit dem er nach zwei Aufstiegen 1996 die Serie A erreichte. Nach Plätzen in der oberen Tabellenhälfte wechselte er im Sommer 1998 zur SSC Neapel, wurde dort jedoch im März des folgenden Jahres vorzeitig entlassen. Es folgten weitere Engagements für Klubs in den höchsten drei Spielklassen. Mit der AC Parma erreichte er die Finalspiele im italienischen Pokalwettbewerb 2000/01, die gegen seinen Ex-Klub AC Florenz in Aggregation verloren gingen. Zuletzt war er bis zum Frühjahr 2008 für Reggina Calcio tätig, wo er nach einer Reihe schlechter Ergebnisse entlassen wurde.
Später übernahm Ulivieri den Vorsitz der italienischen Trainervereinigung Associazione Italiana Allenatori Calcio.

### Politikerlaufbahn
In den 1960er Jahren trat Ulivieri der Partito Comunista Italiano bei, für die er im Stadtrat von San Miniato saß. Später war er für die Democratici di Sinistra aktiv, in den 2000er Jahren engagierte er sich bei der Partito Democratico. 2010 übernahm er den Vorsitz des Ortsverbands der Sinistra Ecologia Libertà in San Miniato. Bei der Parlamentswahlen in Italien 2013 kandidierte er für einen Platz im Senato della Repubblica, wurde aber nicht gewählt. Bei der Regionalwahl in der Toskana 2020 kandidierte er für ein von Tommaso Fattori angeführtes Wahlbündnis, blieb aber erneut erfolglos.